# Wolwelange
Wolwelange är en ort i Luxemburg.   Den ligger i distriktet Diekirch, i den västra delen av landet, 40 kilometer nordväst om huvudstaden Luxemburg. Wolwelange ligger 480 meter över havet och antalet invånare är 358.
Terrängen runt Wolwelange är platt åt nordväst, men åt sydost är den kuperad.  Närmaste större samhälle är Wiltz, 19,6 kilometer nordost om Wolwelange. 
Omgivningarna runt Wolwelange är en mosaik av jordbruksmark och naturlig växtlighet. Runt Wolwelange är det ganska tätbefolkat, med 129 invånare per kvadratkilometer.